# Дурдов, Бруно
Бру́но Ду́рдов (хорв. Bruno Durdov; 11 декабря 2007, Сплит) — хорватский футболист, вингер клуба «Хайдук» из Сплита.

## Клубная карьера
Футболом начал заниматься в системе клуба ГОШК, откуда в 2015 году перешёл в академию Луки Калитерны в системе сплитского «Хайдука». Осенью 2023 года подписал первый молодёжный контракт с клубом до 2026 года. Тогда же впервые начал привлекаться к тренировкам с первой командой. Дебютировал 5 мая 2024 года в домашнем матче против «Вараждина», заменив на 82-й минуте Яссина Бенрау.

## Карьера в сборной
За сборную до 17 лет дебютировал 15 августа 2023 года в товарищеской игре со сборной Исландии, выйдя в стартовом составе. Первый гол забил 6 ноября в матче квалификации к Евро в ворота сборной Фарерских островов. 17 мая попал в заявку сборной на турнир. На Евро дебютировал во втором матче группового этапа против сборной Дании, выйдя в стартовом составе. В последнем матче этапа против сборной Уэльса также вышел в стартовом составе и забил прямым ударом с углового. Однако Хорватия не смогла одержать победу в той игре и заняла третье место в группе, из-за чего не смогла выйти в плей-офф.

## Стиль игры
Левоногий, действует в инсайде, любит входить в штрафную площадь, когда это возможно. В Дурдове отмечают скорость, проворность, первое касание и четкий контроль при дриблинге на максимальной скорости.

## Личная жизнь
Родился в городке Сучурац в агломерации Каштела, позже с семьёй переехал в Лукшич. Имеет двух старших братьев, Тони и Марино. Его отец Мате также был футболистом.